# Émile Pollak
Émile Pollak (* 21. April 1914; † 6. Januar 1978) war ein französischer Strafverteidiger.
Pollak war ein bekannter Pariser Anwalt. Sein berühmtester Fall war 1954 Gaston Dominici, der Patriarch einer Bauernfamilie, nahe deren Hof in der Provence eine dreiköpfige Familie englischer Touristen (der Wissenschaftler Sir Jack Drummond, der im Freien campte) ermordet wurde. Der Fall ist noch heute umstritten (mit ihm befasste sich u. a. Jean Giono) und mysteriös. Der wortkarge Dominici wurde von seinen Söhnen belastet und legte auch ein Geständnis ab, das er später widerrief. Ein plausibles Motiv konnte nie gefunden werden. Er wurde zum Tod verurteilt, aber 1957 von Präsident Coty zu lebenslang begnadigt und 1960 von de Gaulle auf freien Fuß gesetzt.  Weitere Klienten von Pollak waren Mitglieder der Marseiller Mafia-Familie Guérini. Pollak war entschiedener Gegner der Todesstrafe. Fünf seiner Klienten wurden hingerichtet, auch der letzte, der bisher in Frankreich guillotiniert wurde, Hamida Djandoubi am 10. September 1977. Pollak starb wenig später an Lungenkrebs.
In der Verfilmung der Affäre Dominici 1973 mit Jean Gabin (Regie Claude Bernard-Aubert) spielte er sich selbst und hält im Abspann ein Plädoyer in Sachen Justizirrtum.